# 岩船港

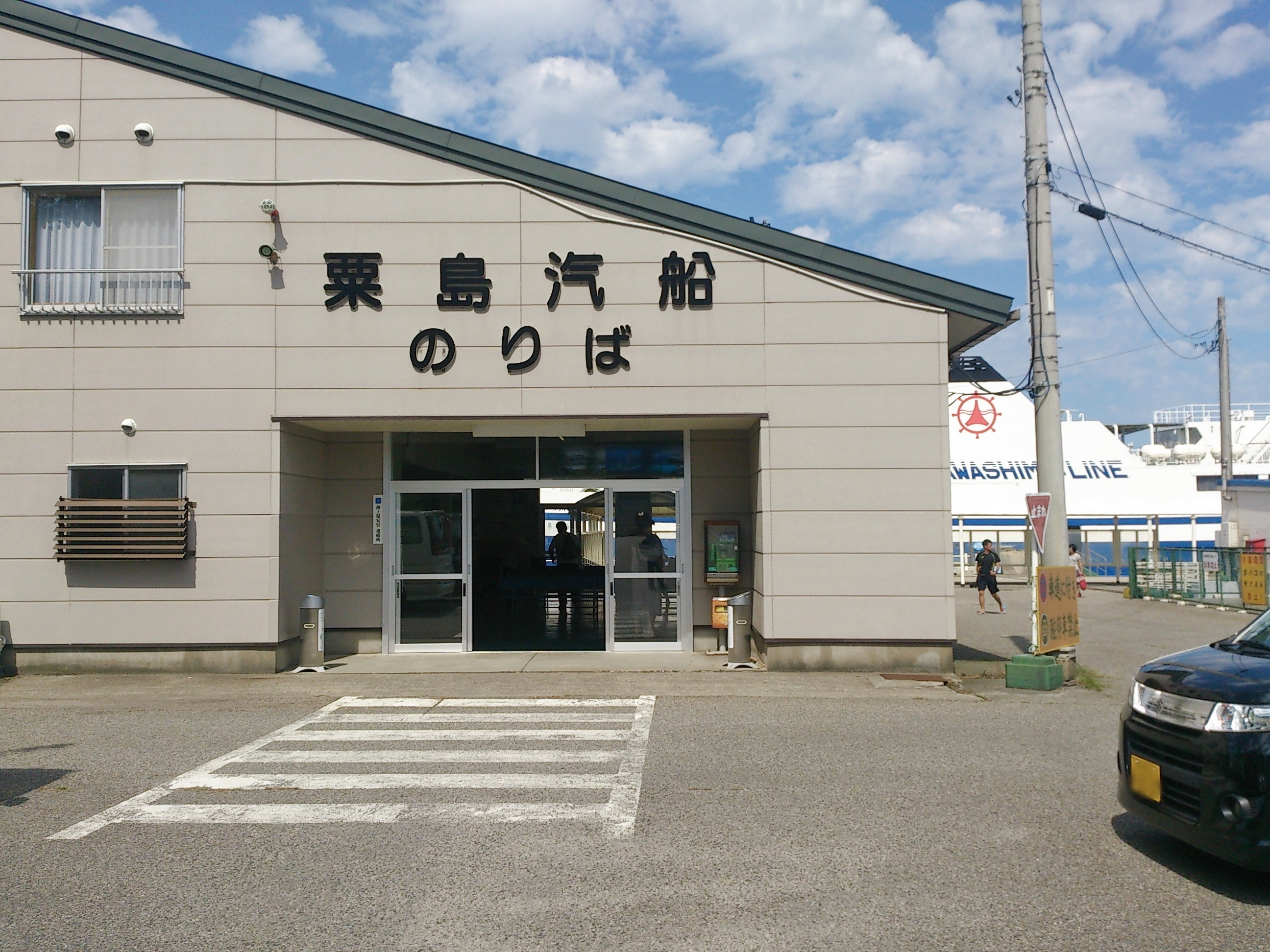
岩舟港の粟島汽船待合所

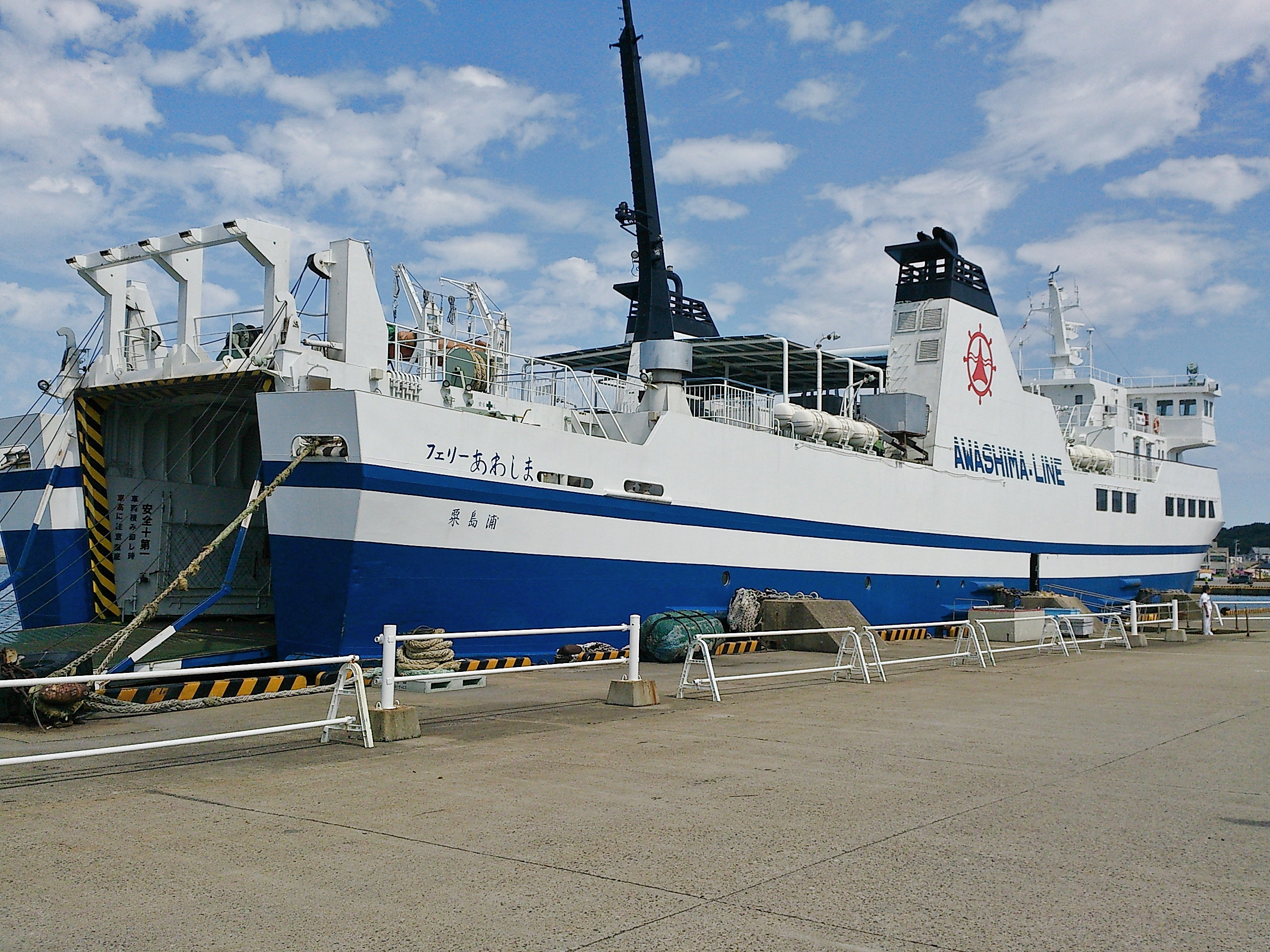
就航するフェリー「あわしま」

岩船港（いわふねこう）は、新潟県村上市にある地方港湾。港湾管理者は新潟県。

## 概要
日本海に面しており、商・漁港として機能しているほか、粟島への玄関口となっている。2017年度の発着数は3,311隻（519,303総トン）であった。
港湾に隣接して岩船港直売所が、周辺には「岩船港鮮魚センター」が設けられ、観光拠点施設となっている。2016年7月1日より「みなとオアシス」に登録されているほか、県により「港カード」が作成・配布されている。

## 歴史
岩船港周辺は古代から要地となっており、江戸時代には北国街道浜通から出羽街道浜通へと続く道とあわせて宿場町が形成され、多くの漁船や商船が出入りして賑わった。
1916年（大正5年）には県主導で本格的な港湾整備が始められ、昭和初期に一応の完成を見たものの漂砂のため十分に利用できず、1960年（昭和35年）地方港湾の指定を受けて幾度もの改修工事が行われた。
2020年東京オリンピックの聖火リレーで岩船港港湾緑地がセレブレーション会場となった、聖火ランナーは公募により1万人程度が選ばれた、聖火リレーについて、組織委員会はスポンサー企業4社と各都道府県実行委員会が行ったランナー公募に延べ53万5717件の応募があったと発表した。

## 航路
- 粟島汽船
  - 岩船港 - 粟島

明治期には新潟・酒田間の定期船、北海道航路の不定期船が寄港地としていた。

## 交通アクセス
JR村上駅をはじめとする村上市街から予約制乗合タクシーの運行があるほか、新潟交通観光バスの路線バスが利用できる（岩船上大町バス停から徒歩10分）。最寄り駅としては他に岩船町駅も挙げられるが、3 kmほど離れている。